# بات واترس
بات واترس (بالإنجليزية: Pat Waters)‏ هو لاعب كرة قدم ومدرب كرة قدم بريطاني، ولد في 12 مايو 1943، وتوفي في أبريل 2008 في Stirlingshire ‏ في المملكة المتحدة. لعب مع نادي دمبرتون ونادي ستنهاوسموير.